# Caldono

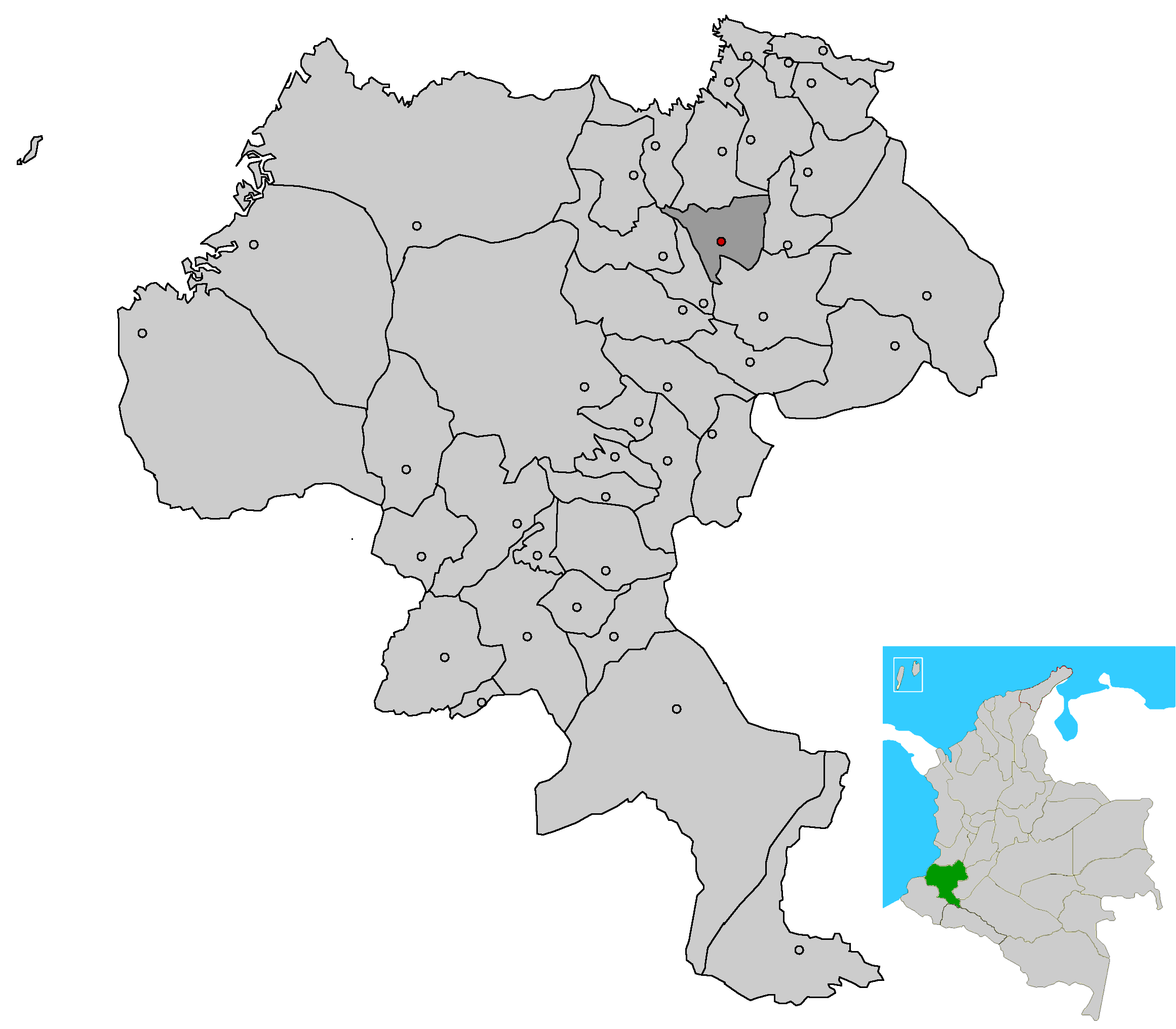
Mapa da cidade e município de Caldono no departamento de Cauca, Colômbia

Caldono é um município da Colômbia, localizado no departamento de Cauca.